# Batzel·ladina

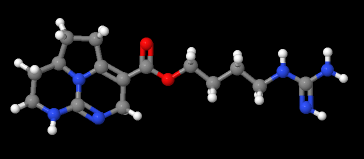
Estructura molecular de la batzel·ladina C (C27H48N6O2).

Les batzel·ladines són un grup d'alcaloides guanidins policíclics aïllats d'esponges marines de l'ordre dels poecilosclèrids.

Aquestes molècules tenen un interès especial en el camp biomèdic gràcies a la seva activitat biològica, ja que s'ha descobert que, entre d'altres, podrien ser un inhibidor del VIH (Virus de la immunodeficiència humana) i del HSV (herpes simple). Per aquest motiu, s'ha estat investigant com sintetitzar artificialment aquestes molècules.

## Història
Les primeres batzel·ladines van ser descobertes a mitjans dels anys 90 per un grup d'investigadors del SmithKline Beecham mentre realitzaven un estudi centrat en una família de guanidines presents a les esponges marines Batzella i Monanchora unguifera, que pertanyen a l'ordre dels Poecilosclèrids. Es va descobrir que aquest grup de molècules, gràcies a la seva activitat biològica, podrien tenir un paper molt important en els avanços biomèdics.
Al llarg dels anys es van anar descobrint més molècules pertanyents a la mateixa família de les batzel·ladines. Actualment se’n coneixen 15, anomenades per ordre alfabètic de la A a la N, diferenciant dos tipus de C (batzel·ladina C i dehidrobatzel·ladina C).
|  |  |

## Estructura
Les batzel·ladines són compostos formats principalment per carboni, hidrogen, nitrogen i oxigen. Es caracteritzen per tenir una estructura de guanidina bicíclica o tricíclica unida a un enllaç èster. Tenen un nombre de carbonis que varia en funció del tipus de batzel·ladina, que pot anar des dels 15 fins a més de 40.

Tot i que hi ha moltes rutes de síntesi de les batzel·ladines que són eficients i estereoselectives, encara no hi ha un mètode que permeti accedir a tots els nuclis d'aquesta família d'alcaloides. S'espera que amb un millor enteniment de la seva estructura i dels passos clau per arribar-hi serà possible desenvolupar rutes molt eficients i estereoselectives per a cada membre de la família de les batzel·ladines.

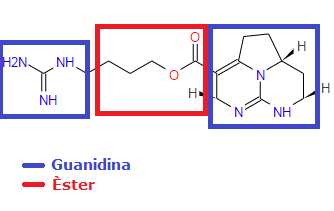
Estructura bàsica d'una batzel·ladina (batzel·ladina C).

## Propietats químiques
- Normalment aquests components, en condicions ambientals, són incolors i cristal·lins.
- Juntament amb àcids formen sals, les quals normalment són solubles en aigua i poc solubles en dissolvents orgànics.
- Tenen un gust amarg.
- Totes, excepte la batzel·ladina C, s'han aconseguit sintetitzar artificialment.
- Interrompen les interaccions entre proteïnes, motiu pel qual aquesta família de productes naturals posseeix una activitat biològica potencialment significativa.[4]

| Fitxa molecular de les batzel·ladines | Fitxa molecular de les batzel·ladines |
| ------------------------------------- | ------------------------------------- |
| Fórmula molecular                     | CwHxNyOz                              |
| Pes molecular aproximat               | 600 kDa                               |
| Densitat aproximada                   | 1,3 g/cm³                             |
| Punt d'ebullició                      | 600-700 °C                            |
| Índex de refracció                    | 1,6                                   |
| Volum molar aproximat                 | 530 cm³                               |

## Tipus
Alguns dels tipus principals de batzel·ladina són:

### Batzel·ladina A
Es tracta d'un tipus de batzel·ladina bicíclica obtinguda per la condensació d'un àcid amb un alcohol (concretament l'àcid 2aS,3S,4R,7R,8aS-4-metil-7-nonil-2,2a,3,4,6,7,8,8a-octahidro-1H-5,6,8b-triazaacenaftilè-3-carboxilic amb l'alcohol 4-carbamimidamidobutil (3R)-3-(9-hidroxinonil)-1-imino-1,2,3,5,6,7-hexahidropirrolo[1,2-c]pirimidina-4-carboxilata).
La seva fórmula molecular és C42H73N9O4. El nom IUPAC de batzel·ladina A és 9-{(3R)-4-[(4-carbamimidamidobutoxy)carbonyl]-1-imino-1,2,3,5,6,7-hexahydropyrrolo[1,2-c]pyrimidin-3-yl}nonyl (2aS,3S,4R,7,R,8aS)-4-methyl-7-nonyl-2,2a,3,4,6,7,8,8a-octahydro-1H-5,6,8b-triazaacenaphthylene-3-carboxylate.
Es creu que aquesta molècula pot ser un potencial inhibidor del virus VIH.
|  |  |

### Batzel·ladina B
És un èster carboxílic obtingut per la condensació formal de l'àcid (2aR,7R,8aS)-7-heptil-4-metil-2,2a,6,7,8,8a-hexahidro-1H-5,6,8b-triazaacenaftilè-3-carboxilic amb el grup hidroxi 4-carbamimidamidobutil 3-(9-hidroxinonil)-1-imino-1,2,3,5,6,7-hexahidropirrolo[1,2-c]pirimidina-4-carboxilata. Aïllat a partir d'una esponja de mar del Carib, anomenada Batzella, té activitat potencialment anti-VIH.
La seva fórmula molecular és C40H67N9O₄. El nom IUPAC de batzel·ladina B és 9-{4-[(4-carbamimidamidobutoxy)carbonyl]-1-imino-1,2,3,5,6,7-hexahydropyrrolo[1,2-c]pyrimidin-3-yl}nonyl (2aS,7,R,8aS)-7-heptyl-4-methyl-2,2a,6,7,8,8a-hexahydro-1H-5,6,8b-triazaacenaphthylene-3-carboxylate.
|  |  |

### Batzel·ladina D
La batzel·ladina D és una de les estructures relativament més simples del grup de les batzel·ladines: està formada per cinc centres de carboni asimètrics en el tricicle de guanadina.
La seva fórmula molecular és C25H46N₆O₂. El nom IUPAC de la batzel·ladina D és 4-[(diaminomethylene)amino]butyl (2aS,3S,4R,7S,8aR)-4-methyl-7-nonyl-2,2a,3,4,6,7,8,8a-octahydro-1H-5,6,8b-triazaacenaphthylene-3-carboxylate.
El 1996 el grup de Overman va exposar la síntesi total d'aquesta batzel·ladina mitjançant l'aplicació d'una reacció de Biginelli lligada. Així doncs, la reacció central en la síntesi de la batzel·ladina D és una condensació de Biginelli lligada d'un aldehid de guanidina i un èster acetoacètic per generar un 7-substitut-1-iminohexahidropirol[1,2-c]pirimidina intermediari que té la anti-estereoquímica dels hidrògens metina, els quals flanquegen els nitrògens pirrolidina.
La síntesi d'aquesta batzel·ladina representa la primera síntesi asimètrica d'un membre de la família d'alcaloides de les batzel·ladines.
|  |  |

### Batzel·ladina F
La batzel·ladina F és un dels compostos amb una estructura més complexa dins la família de les batzel·ladines. Conté dos tricicles de guanidina i la seva fórmula molecular és C37H64N₆O₂. El nom IUPAC de la batzel·ladina F és 7-[(2aS,4R,7S,8aR)-7-methyl-2,2a,3,4,6,7,8,8a-octahydro-1H-5,6,8b-triazaacenaphthylen-4-yl]-2-heptanyl (2aS,3S,4R,7R,8aS)-4-methyl-7-nonyl-2,2a,3,4,6,7,8,8a-octahydro-1H-5,6,8b-triazaacenaphthylen-3-carboxylate.
La batzel·ladina F ha estat sintetitzada a partir de dos èsters β-hidroxil: metil (R)-3-hidroxidecanoat i metil (R)-3-hidroxibutirat.
Alguns estudis afirmen la seva possible utilització en el tractament de les malalties autoimmunitàries.
|  |  |

### Batzel·ladina K
La fórmula de la batzel·ladina K és C15H27N₃. El nom IUPAC de la batzel·ladina K és 4-[(diaminomethylene)amino]butyl (2aR,4S,7R,8aS)-4-methyl-7-pentyl-2,2a,3,4,6,7,8,8a-octahydro-1H-5,6,8b-triazaacenaphthylene.
La seva síntesi total va ser aconseguida per aproximació biomimètica. Les reaccions clau inclouen dues reaccions de Wittig de fosfarans i aldehids que condueixen a una α,β-cetona insaturada, seguida d'una condensació amb guanidina. Aquesta síntesi fou aconseguida en quatre passos amb un rendiment global del 12%.
Tot i que aquesta batzel·ladina conté el nucli de tricicle de guanidina, no s'ha provat que tingui activitat potencial contra el virus VIH.
|  |  |

## Aplicacions mèdiques
L'interès per les batzel·ladines ha augmentat a mesura que s'han anat descobrint les activitats biològiques en què poden participar.
Les batzel·ladines de tipus A-E varen ser descobertes mitjançant la tècnica bioquímica ELISA per la seva habilitat per bloquejar les interaccions entre l'embolcall glicoproteïc del VIH, anomenat gp120, i els dominis extracel·lulars del seu receptor principal, CD4. Més tard es va descobrir que l'estructura de les batzelldines F-I induein la dissociació entre la tirosina quinasa p56lck i el correceptor CD4. Aquesta propietat es podria utilitzar en el tractament de les malalties autoimmunitàries.
Estudis recents descriuen la capacitat citotòxica que tenen aquestes alcaloides envers les cèl·lules canceroses P388, L1210 i HCT-16, així com la seva activitat antifúngica envers la Candida albicans i antiviral envers el virus simple de l'herpes de tipus 1.
S'ha descobert també que la batzel·ladina K pot ser un possible inhibidor de la malària. Concretament desenvolupa activitat inhibidora contra el Plasmodium Falciparum, un dels protozous que causa la malaltia.

Actualment, l'interès principal de la batzel·ladina és la seva capacitat inhibidora del VIH.

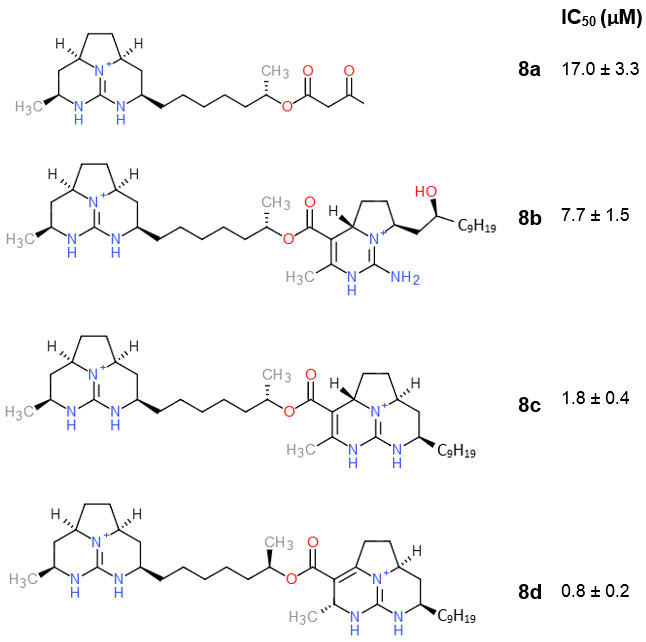
Quatre exemples obtinguts de l'estudi del grup Overman i els seus valors IC_{50} (en μM).

### Inhibició del VIH
Fins ara s'han aconseguit aïllar 15 tipus de batzel·ladina i en estudis recents s'ha descobert que diversos membres d'aquest alcaloide presenten una capacitat inhibidora del virus del VIH. Aquesta propietat es deu a la capacitat de les batzel·ladines d'inhibir la unió de la glicoproteïna gp120 del VIH (Virus de la immunodeficiència humana) als receptors cel·lulars CD4 humans, de tal manera que es prevé la inducció viral. La propietat antiviral de la batzel·ladina no es limita únicament al virus del VIH, sinó que també és capaç d'inhibir el virus del HSV (herpes simple).
En un estudi publicat el 2004 a la revista Nature, investigadors de la Universitat d'Irvine, California van estudiar la capacitat inhibidora d'anàlegs de la batzel·ladina envers el VIH-1. A l'estudi conduït per Overman, Collins, Cohen, Ray i Bewley es van investigar productes naturals capaços de bloquejar interaccions proteïna-proteïna, la qual cosa els va dur a descriure 28 nous anàlegs de la família de les batzelladina. Aquests anàlegs incloïen canvis en el número i configuració (bicíclica o tricíclica) dels anells de guanidina i canvis en el número i les posicions dels substituents. L'anàleg amb una estructura més similar a la batzel·ladina F va resultar ser el més efectiu (compost 8d de la figura).
La investigació del grup Overman va descobrir que l'anell tricíclic de la batzel·ladina és vital en la unió de l'alcaloide amb la glicoproteïna gp120, mitjançant la interacció del carboxil terminal de l'àcid aspàrtic de la gp120 amb la guanidina implicada.
Les demostracions dutes a terme van permetre afirmar que aquests anàlegs també poden ser capaços de bloquejar les interaccions CD4-gp120.

1. Interacció inicial entre gp120 i CD4. 2. El canvi conformacional de gp120 permet la interacció secundària amb CCR5. 3. Les puntes distals de gp41 s'insereixen en la membrana cel·lular. 4. gp41 pateix canvis conformacionals significants; doblegant-se per la meitat i formant hèlixs superenrotllades. Aquest procés ajunta les membranes cel·lular i viral tot fusionant-les.